# Vắc-xin DPT
DPT (cũng viết là DTP và DTwP) là một loại vắc-xin kết hợp chống lại ba bệnh truyền nhiễm ở người: bạch hầu, ho gà và uốn ván. Các thành phần vắc-xin bao gồm Biến độc tố bạch hầu và uốn ván và giết chết toàn bộ tế bào của vi khuẩn gây ho gà (WP).
DTaP và Tdap đề cập đến các loại vắc-xin kết hợp tương tự trong đó thành phần "P" hoặc "p" với chữ thường "a" là dạng hình tròn.
Các loại văcxin khác là vắc-xin DT và Td, thiếu thành phần ho gà.
Tại Vương quốc Anh, Hà Lan và Pháp, DTP viết tắt đề cập đến một loại vắc-xin kết hợp chống bệnh bạch hầu, uốn ván và viêm đa cơ. Ở Hà Lan, ho gà được gọi là kinkhoest và DKTP dùng để chỉ một loại vắc-xin kết hợp chống bệnh bạch hầu, kinkhoest, uốn ván và bại liệt.
Quá trình tiêm chủng trẻ em thông thường ở Hoa Kỳ là năm liều trong khoảng từ 2 tháng đến 15 năm. Đối với người lớn, tiêm bổ sung Td  được khuyến nghị cứ sau 10 năm.
Vào cuối thế kỷ 20, tiêm chủng đã giúp giảm tỷ lệ mắc bệnh ho gà ở trẻ em tại Hoa Kỳ. Mặc dù vậy, các trường hợp được báo cáo mắc căn bệnh này đã tăng gấp hai lần vào đầu thế kỷ 21, dẫn đến nhiều trường hợp tử vong. Trong thời gian này, nhiều bậc cha mẹ đã từ chối tiêm vắc-xin cho con của họ chống lại bệnh ho gà vì sợ tác dụng phụ. Năm 2009, tạp chí Pediatrics kết luận nguy cơ lớn nhất ở trẻ em chưa được tiêm chủng không phải là sự co thắt của các tác dụng phụ, mà là căn bệnh mà việc tiêm chủng sẽ bảo vệ chống lại.
DTP được cấp phép vào năm 1949.